# Niko Kari
Niko Kari (Hyvinkää, 6 de outubro de 1999) é um automobilista finlandês. Ele ganhou seu primeiro campeonato de monoposto em seu primeiro ano no SMP Fórmula 4. Kari é um ex-membro da Red Bull Junior Team.

## Carreira

### Cartismo
Kari começou a praticar cartismo em 2009 e participou de sua primeira corrida em 2010. Ele participou de várias categorias nacionais de kart na Finlândia de 2010 a 2013. Em 2014, Kari se mudou para a KF European, onde terminou em quinto na classificação geral.

### Fórmula 4 SMP
Kari mudou-se para monopostos em 2015, começando no novo Campeonato de Fórmula 4 SMP. Ele venceu sete corridas e conquistou o título com três corridas de antecedência.

### Campeonato Europeu de Fórmula 3 da FIA
Kari mudou-se para o Campeonato Europeu de Fórmula 3 da FIA em 2016 com o Motopark. Ele conquistou a vitória na primeira corrida em Ímola após uma investida tardia em Lance Stroll e terminou em quinto na classificação de pilotos novatos e em décimo no geral.

### GP3 Series
Em agosto de 2016, Kari também foi anunciado para participar das corridas de GP3 Series realizadas em Spa-Francorchamps com Koiranen GP, no lugar de Ralph Boschung. Em novembro de 2016, Helmut Marko confirmou que Kari se mudaria para a categoria em período integral na temporada de 2017. Em janeiro, Kari foi contratado pela Arden International. Kari terminou a temporada com 63 pontos e um décimo lugar no campeonato de pilotos. Ele foi retirado da Red Bull Junior Team após a temporada.
Kari continuou a correr na GP3, mudando para a MP Motorsport para a temporada de 2018. Após 14 corridas, Kari foi promovido ao Campeonato de Fórmula 2 da FIA pela MP Motorsport no restante da temporada de 2018. Na época, Kari conquistou 6 pontos e ocupava o 16º lugar no campeonato de pilotos.

### Campeonato de Fórmula 2 da FIA
Kari foi promovido ao Campeonato de Fórmula 2 da FIA pela MP Motorsport nos últimos dois fins de semana da temporada de 2018, substituindo Ralph Boschung.

### Campeonato de Fórmula 3 da FIA
Em 2019, Kari foi contratado pela equipe Trident para a disputa da temporada inaugural do Campeonato de Fórmula 3 da FIA. Para a disputa da temporada de 2020, ele se transferiu para a Charouz Racing System. Entretanto, antes do início da temporada, que devido ao impacto da pandemia de Covid-19, só começou em julho no Red Bull Ring, Kari foi substituído por Roman Staněk.
Após um ano fora das corridas, em 17 de março de 2022, foi anunciado que Kari havia sido contratado pela Jenzer Motorsport para a disputa da temporada de 2022, fazendo parceria com Ido Cohen e com, o também finlandês, William Alatalo. Na rodada de abertura no Barém, ele terminou as corridas em 26º e 14º, na corrida anterior foi prejudicado por um furo. Após a rodada do Barém, no entanto, ele foi substituído por Federico Malvestiti. Kari ficou em 30º lugar na classificação geral.

### Fórmula 1
Em dezembro de 2015, Kari, juntamente com seu companheiro na Motopark, Sérgio Sette Câmara, tornou-se membro da Red Bull Junior Team e, assim, se tornou um piloto de teste da Scuderia Toro Rosso. Em novembro de 2016, foi confirmado que Kari continuaria a fazer parte da equipe Júnior. O piloto foi removido do programa em agosto de 2017.